# Historia económica de los Países Bajos (1500-1815)

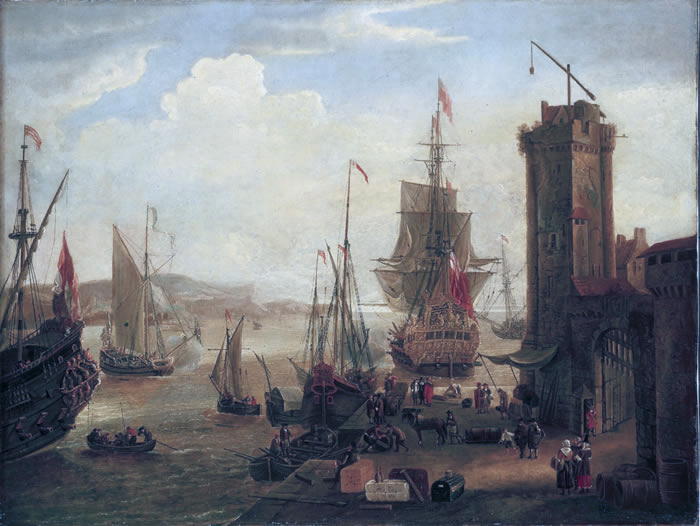
Barcos británicos y holandeses descargando mercancías en un puerto.

La historia económica de los Países Bajos (1500-1815) es la historia de una economía que algunos consideran la primera economía moderna. Esta persiste hasta hoy. Cubre el periodo desde el momento en que la región conocida como los Países Bajos comenzaron a desempeñar un papel conjunto en la historia (los Países Bajos de los Habsburgo), hasta los tiempos de la República Neerlandesa, y los regímenes políticos que la siguieron: la República Bátava y el Reino de Holanda, hasta la desaparición provisional de esta entidad política cuando los Países Bajos fueron anexionados por el Imperio Napoleónico. Este artículo se considera un complemento a los que describen la historia política y militar de los Países Bajos durante el mismo periodo y suministra el conocimiento económico para colocar estos hechos en la perspectiva adecuada.

## La independencia
Tras conseguir la independencia de facto del imperio de Felipe II de España alrededor de 1585, el país vivió un siglo de rápido crecimiento económico. Una revolución técnica en la construcción de barcos condujo a una ventaja competitiva en el transporte naval que ayudó a la joven república a convertirse en la potencia comercial dominante a mediados del siglo XVII. Factores que contribuyeron a ello fueron la importancia del puerto de Ámsterdam en el comercio europeo y el importante papel que desempeñaron en el comercio las Compañía Neerlandesa de las Indias Orientales y la Compañía Neerlandesa de las Indias Occidentales. El comercio fue apoyado por una temprana revolución industrial (que contaba con la energía del viento y de la turba) y una revolución agrícola, gracias a los cuales la economía de los Países Bajos alcanzó el mayor nivel de vida de Europa (y, probablemente, del mundo) a mediados del siglo XVII. La riqueza contribuyó a una edad de oro en la cultura.
No obstante, alrededor de 1670 una combinación de contratiempos políticos y militares (guerras con Francia e Inglaterra) y también económicos (una ruptura en la tendencia alcista secular de los niveles de precios) condujo este auge a un fin repentino. Esto produjo una recesión en la economía neerlandesa hasta 1713, durante la cual la industria fue parcialmente desmantelada y el comercio dejó de crecer. La economía buscó nuevas líneas de expansión (plantaciones en Surinam, pesca de ballenas y nuevas formas de comercio con Asia); pero estos experimentos arriesgados no proporcionaron siempre grandes beneficios. La Compañía Neerlandesa de las Indias Orientales atravesó un periodo de crecimiento sin beneficios. La fortaleza económica de la República permitió, no obstante, desempeñar un papel más importante en los conflictos europeos al final del siglo XVIII, arrendando ejércitos mercenarios y ayudando económicamente a sus aliados.
Estos conflictos perjudicaron a los recursos de la República y, por esta razón, -al igual que su adversario, la Francia de Luis XIV- esta estaba intensamente endeudada al final de la Guerra de Sucesión Española. Los regentes de la república olvidaron sus intenciones de ser una gran potencia al final de 1713, reduciendo sus gastos militares con el fin de reducir su deuda pública. Esta deuda trasladó a una importante clase de rentistas desde una economía que inicialmente se había basado en el comercio y la industria a otra en la que el sector financiero jugaba un papel predominante. Al final del siglo XVIII, los Países Bajos eran el mayor mercado de deuda pública y la mayor fuente de capitales.
Las guerras con Gran Bretaña y Francia al final del siglo XVIII y sus secuelas políticas provocaron una crisis económica y financiera de la que la economía neerlandesa no era capaz de recuperarse. Los regímenes que siguieron a la República (la República Bátava y el Reino de Holanda) se vieron obligados a apoyar los preparativos de guerra del Imperio Francés, que fueron desastrosos para el comercio neerlandés y su industria y devoraron las ganancias de los dos siglos anteriores. El nuevo Reino de los Países Bajos fue creado en 1815 con una economía que estaba profundamente desindustrializada y desurbanizada; pero que todavía cargaba con una gran deuda pública, que tuvo que abstenerse de pagar (la primera vez que el estado neerlandés lo hizo desde los oscuros días anteriores a la independencia).

## Primera economía moderna
Mientras las provincias interiores mantuvieron su carácter premoderno durante mucho tiempo, la República Holandesa hacia 1600 tenía provincias marítimas como Holanda, Zelanda, Frisia, Groninga y parte de Utrecht que tenían:
- Un mercado libre y abierto para mercancías y factores de producción.
- Una productividad agrícola lo suficientemente grande para permitir la división del trabajo.
- Una estructura política que garantizaba el derecho a la propiedad, el cumplimiento de los contratos y la libertad de movimientos.
- Un desarrollo tecnológico y un nivel de organización que hacían posible el progreso económico y favorecieron la aparición de un comportamiento económico dirigido a la satisfacción del consumidor.

La economía neerlandesa jugó un papel predominante en Europa que fue generalmente admirado e imitado en parte de Inglaterra.
A través de inversiones en capital fijo que aumentaban la productividad, el uso una gran cantidad de energía por trabajador (energía térmica obtenida de la hulla y energía eólica) y una intensa inversión en capital humano (mostrado por su alto nivel de instrucción), los neerlanderses alcanzaron una productividad muy por encima de la que existía en otros países europeos. Esto lo muestra el hecho de que a mediados del siglo XVII el sector agrícola, que ocupaba a menos del 40% de los trabajadores, llegó a ser un exportador neto de alimentos. Otro indicio es que los salarios nominales entre 1600 y 1800 fueron los más altos de Europa. En la economía de la República Holandesa esta diferencia salarial solo pudo ser sustentada por diferencias de productividad duraderas.